# Anthrenus aegyptiacus
Anthrenus aegyptiacus is een keversoort uit de familie spektorren (Dermestidae). De wetenschappelijke naam van de soort werd in 1899 gepubliceerd door Maurice Pic.